# 北大街 (平遥)
北大街原名北门大街、北门头，是中國山西省平遥古城的一条主干街，南北走向，北面正对拱极门（北门），南至西大街，长557米，宽4米。
北大街位于平遥古城的南北中轴线上，与东西城墙的距离几乎相等，形成于明洪武三年（1370年），平遥城扩建重筑之后。
北大街道路南高北低，地形低洼 ，繁华不及南大街及东西大街。

## 交汇街巷
- （南端）西大街
- （东侧）关帝庙街-火神庙街
- （西侧）海子街：地势低洼